# Ehsan ul Haq
Ehsan ul Haq, pakistanski general, * 22. september 1949.
ul Haq je bil načelnik Združenega štaba Pakistanskih oboroženih sil med 2004 in 2007.